# Wilfred Lucas
Wilfred Van Norman Lucas (Norfolk, 30 gennaio 1871 – Los Angeles, 5 dicembre 1940) è stato un attore, regista e sceneggiatore canadese.
Uno dei protagonisti del primo cinema muto, collaboratore di Griffith, esordì come attore nel 1908.
Nella sua lunga carriera cinematografica che va dal 1908 al 1941, ha interpretato quasi 400 film, ne ha diretti 55 e sceneggiati 18.

## Biografia
Era il più giovane di tre figli allevato da Daniel Van Norman Lucas (1834-1911) e Emeline Adelia Reynolds (1846-1905).
Wilfred Lucas fece parte della colonia canadese di pionieri del cinema a Hollywood: un gruppo nutrito di cineasti che comprendeva Mary Pickford, Joseph De Grasse, Marie Dressler, Mack Sennett, Claire Adams, Marie Prevost, Charles Hill Mailes, J. Gordon Edwards. Nato nell'Ontario, Lucas lasciò il Canada per trasferirsi a New York: il suo sogno era quello di recitare a Broadway. Debuttò, nel 1904, al Savoy Theater nella commedia The Superstition of Sue. Riuscì a diventare ben presto uno degli attori più conosciuti della scena teatrale newyorkese. Nel 1908, però, decise di lavorare per il cinema.

### Biograph Company
In quegli anni, il cinema era guardato dall'alto in basso, equiparato dai più ai fenomeni da baraccone. Gli attori teatrali rifiutavano di apparire sugli schermi per non rovinare il loro buon nome: Lucas fu uno dei primi a rischiare e, come ricorda Linda Arvidson, la moglie di David Wark Griffith nelle sue memorie, egli fu "il primo grande attore sufficientemente democratico per accettare di lavorare per il cinema". Nel 1908, apparve infatti in The Greaser's Gauntlet, il primo di una cinquantina di cortometraggi diretti da Griffith. Si trattava di film di circa 17 minuti, la durata media dei film all'epoca.
Griffith aveva preso da poco nelle sue mani la direzione della compagnia newyorkese Biograph. Grazie alla sua copiosa produzione e ai diversi generi di storie che affrontava, la Biograph incontrò un grande successo commerciale. Lucas fu uno degli attori fissi dei film di Griffith e, oltre a recitare, iniziò a scrivere sceneggiature intraprendendo, nel 1912, anche la carriera di regista.

### Dal muto al sonoro
Alla fine degli anni venti, nel periodo in cui il cinema sonoro soppiantava quello muto, Lucas tornò a lavorare in teatro. La sua assenza dai set cinematografici durò dal 1927 al 1930, quando riprese a riapparire sugli schermi. Il suo primo film sonoro fu Hello Sister di Walter Lang, seguito da Muraglie al fianco di Stanlio e Ollio (dirigerà di nuovo la coppia in Fra Diavolo e nove anni dopo in Noi siamo le colonne).
Lucas morì nel 1940 e venne sepolto nella Cappella dei pini a Los Angeles.

## Filmografia parziale

### Attore
- The Greaser's Gauntlet, regia di David Wark Griffith - cortometraggio (1908)
- The Girl and the Outlaw, regia di David Wark Griffith - cortometraggio (1908)
- Ingomar, the Barbarian, regia di David Wark Griffith - cortometraggio (1908)
- The Vaquero's Vow, regia di David Wark Griffith - cortometraggio (1908)
- The Taming of the Shrew, regia di David Wark Griffith - cortometraggio (1908)
- The Honor of Thieves, regia di David Wark Griffith - cortometraggio (1909)
- The Girls and Daddy, regia di David Wark Griffith - cortometraggio (1909)
- The Golden Louis, regia di David Wark Griffith - cortometraggio (1909)
- The Renunciation, regia di David Wark Griffith - cortometraggio (1909)
- A Strange Meeting, regia di David Wark Griffith - cortometraggio (1909)
- With Her Card, regia di David Wark Griffith - cortometraggio (1909)
- The Hessian Renegades, regia di David Wark Griffith - cortometraggio (1909)
- The Passing of a Grouch, regia di Frank Powell - cortometraggio (1910)
- When a Man Loves, regia di David Wark Griffith - cortometraggio (1911)
- The Ruling Passion, regia di David Wark Griffith - cortometraggio (1911)
- Swords and Hearts, regia di David Wark Griffith - cortometraggio (1911)
- Fighting Blood, regia di David W. Griffith - cortometraggio (1911)
- Cuore d'avaro (The Miser's Heart), regia di David W. Griffith - cortometraggio (1911)
- The Failure, regia di David W. Griffith - cortometraggio (1911)
- Their Hour (1915)
- Il giglio e la rosa (The Lily and the Rose), regia di Paul Powell (1915)
- The Spanish Jade, regia di Wilfred Lucas (1915)
- The Wood Nymph, regia di Paul Powell (1916)
- The Judgement House, regia di J. Stuart Blackton (1917)
- Hands Up!, regia di Tod Browning e Wilfred Lucas (1917)
- What Every Woman Wants, regia di Jesse D. Hampton (1919)
- Soldiers of Fortune, regia di Allan Dwan (1919)
- A Woman of Pleasure, regia di Wallace Worsley (1919)
- Trilby, regia di James Young (1923)
- Jazzmania, regia di Robert Z. Leonard (1923)
- I tre moschettieri del varietà (A Broadway Butterfly), regia di William Beaudine (1925)
- L'angoscia di Satana (The Sorrows of Satan), regia di David Wark Griffith (1926)
- The Nest, regia di William Nigh (1927)
- Those Who Dance, regia di William Beaudine (1930)
- Hello Sister, regia di Walter Lang (1930)
- Muraglie, regia di James Parrott (1931)
- Millie, regia di John Francis Dillon (1931)
- A che prezzo Hollywood? (What Price Hollywood?), regia di George Cukor (1932)
- Fra Diavolo (The Devil's Brother), regia di Hal Roach e Charley Rogers (1933)
- Day of Reckoning, regia di Charles Brabin (1933)
- La casa della 56ª strada (The House on 56th Street), regia di Robert Florey (1933)
- Il sergente di ferro (Les Miserables), regia di Richard Boleslawski (1935)
- Il ponte (Stranded), regia di Frank Borzage (1935)
- La reginetta dei monelli (Dimples), regia di William A. Seiter (1936)
- L'uomo senza volto (The Preview Murder Mystery), regia di Robert Florey (1936)
- Il medico di campagna (The Country Doctor), regia di Henry King (1936)
- Maria Walewska (Conquest), regia di Clarence Brown (1937)
- Milionario su misura (The Perfect Specimen), regia di Michael Curtiz (1937)
- Il ponte di Waterloo (Waterloo Bridge), regia di Mervyn LeRoy (1940)
- Noi siamo le colonne (A Chump at Oxford), regia di Alfred Goulding (1940)
- Il lupo dei mari (The Sea Wolf), regia di Michael Curtiz (1941)

### Regista
- An Outcast Among Outcasts, co-regia di David Wark Griffith - cortometraggio (1912)
- Bred in the Bone - cortometraggio (1913)
- At Midnight -  cortometraggio (1913)
- A Quiet Day at Murphy's - cortometraggio (1914)
- Tre di cuori (The Trey o' Hearts), co-regia di Henry MacRae - serial cinematografico (1914)
- The Severed Hand - cortometraggio (1914)
- The Love Victorious - cortometraggio (1914)
- The Spanish Jade (1915)
- The Mother Instinct (1915)
- Hands Up!, co-regia di Tod Browning (1917)
- Her Sacrifice (1926)
- The Unwritten Law, co-regia di Christy Cabanne (1932)

### Sceneggiatore
- The Ruling Passion, regia di David Wark Griffith - cortometraggio (1911)
- Hands Up!, regia di Tod Browning e Wilfred Lucas (1917)